# Теодор Вільям Річардс
Те́одор Ві́льям Рі́чардс (англ. Theodor William Richards; 31 січня 1868, Джермантаун, Пенсільванія — 2 квітня 1928, Кембридж) — американський хімік, лауреат Нобелівської премії з хімії в 1914 році «за точне визначення атомних мас великого числа хімічних елементів».

## Біографія
Американський хімік Теодор Вільям Річардс народився в Джермантауні (штат Пенсільванія), в сім'ї квакерів. Він був четвертим за рахунком з шести дітей у сім'ї процвітаючого художника-мариніста Вільяма Торста Річардса і поетеси Ганни (Метлак) Річардс. Мати Річардса, незадоволена якістю державного навчання, займалася з сином вдома. Літні місяці Річардс проводили в своєму будинку в Ньюпорті, на Род-Айленді, де їх сусідом був професор хімії Гарвардського університету Джошуа Парсонс Кук-молодший. Кук пробудив у хлопчика інтерес до науки, показавши йому в телескоп планету Сатурн.
Поступивши відразу на другий курс Хаверфордського коледжу у віці 14 років, Річардс перевершував інших учнів у знанні хімії та астрономії. У 1885 році він краще за всіх з класу закінчив коледж і здобув ступінь бакалавра наук з хімії. Переїхавши тієї ж осені у Гарвард, щоб навчатися в Кука, він в 1886 році блискуче закінчив Гарвардський університет за курсом хімії.

## Родина
У 1896 році Річардс одружився з Міріам Стюарт Тейер, дочкою професора теології Гарвардського університету. У них народилися дочка і два сини.

## Нагороди
Теодор Річардс отримав Нобелівську премію з хімії за 1914 рік, але насправді він отримав її в 1915 році, оскільки в 1914 році Нобелівський комітет дійшов висновку, що серед тогорічних номінантів не було достойних претендентів і вручення премії відклали на один рік. Річардс був удостоєний цього звання «за точне визначення атомних мас великого числа хімічних елементів». Учений не зміг сам приїхати отримати премію. Виступаючи на урочистій церемонії в Стокгольмі, Х. Г. Седербаум від імені Шведської королівської академії наук зазначив, що «майже в кожній науковій праці Річардса міститься опис методів і операцій, які помітно досконаліші тих, що застосовувалися на практиці до нього». Річардс виступив з Нобелівською лекцією в Стокгольмі в 1919 році. На дослідження атомних мас, сказав він, «мене перш за все надихнула філософська пристрасть до пізнання фундаментальної природи матерії та її зв'язку з енергією. Пізніше я став все більш і більш ясно усвідомлювати, що краще розуміння „поведінки“ матерії має дати людству велику владу над життєвими обставинами».
Крім Нобелівської премії, Річардс був нагороджений медаллю Деві Лондонського королівського товариства (1910), медаллю Вілларда Гіббса Американського хімічного товариства (1912), медаллю Франкліна Франкліновського інституту (1916) і медаллю Лавуазьє Французького хімічного товариства (1922) та визнаний гідним почесних ступенів 13 університетів Європи і США. Він був президентом Американського хімічного товариства, Американської асоціації сприяння розвитку науки та Американської академії наук і мистецтв, а також членом багатьох наукових товариств.